# Agniolophia
Agniolophia is een kevergeslacht uit de familie van de boktorren (Cerambycidae). De wetenschappelijke naam van het geslacht werd voor het eerst geldig gepubliceerd in 1938 door Breuning.

## Soorten
Agniolophia omvat de volgende soorten:
- Agniolophia schurmanni Breuning, 1983
- Agniolophia trivittata Breuning, 1938